# Bukovina (Słowacja)
Bukovina – wieś (obec) na Słowacji położona w kraju żylińskim, w powiecie Liptowski Mikułasz. Położona jest na Kotlinie Liptowskiej, u podnóży Gór Choczańskich, poniżej wylotu dwóch dolin; Doliny Sesterskiej i Doliny Liptowskiej Anny. Z rozdroża w Bukovinie do obydwu tych dolin prowadzą drogi (zamknięte dla pojazdów samochodowych).
Pierwsze wzmianki o miejscowości pochodzą z roku 1297.
Według danych z dnia 31 grudnia 2016, wieś zamieszkiwało 100 osób, w tym 51 kobiet i 49 mężczyzn.
W 2001 roku rozkład populacji względem narodowości i przynależności etnicznej wyglądał następująco:
- Słowacy – 98,48%
- Czesi – 0,76%
- Węgrzy – 0,76%